# Forêts sclérophylles et semi-décidues ibériques
 (juillet 2024).
Localisation
Les forêts sclérophylles et semi-décidues ibériques forment une écorégion de forêts, bois et broussailles méditerranéens indépendamment reconnue par le WWF et par la DMEER. L'écorégion selon le WWF couvre 297 700 km2 et un peu plus de 300 000 selon la DMEER. On retrouve ce type de biome dans l'ouest du Portugal, et au centre de l'Espagne où elle représente même l'écorégion la plus étendue du pays.

## Géographie
Cette écorégion couvre les plateaux centraux, les vallées et plaines de basse altitude de la péninsule Ibérique. Les sols émergents prédominants dans les plateaux centraux sont des roches sédimentaires comme du sable, du grès, des conglomérats, et du calcaire issue du Mésozoïque et du Quaternaire. Substrat de sel et de gypses caractérisent les vallées de l'Èbre et de la Douro. Des substrats contenant d'anciens cristaux comme les granites, les schistes, et les quartzites caractérisent une partie du plateau occidental central, entre l'Espagne et le Portugal. Les moyennes de température annuelles se situent entre 8 et 15 °C et les moyennes des mois les plus froids se situent entre 1 et 5 °C. Les précipitations moyennes se situent entre 300 et 850 mm.

## Histoire écologique de la zone
Le sud-ouest de l'écorégion se caractérise par une transformation pastorale traditionnelle connu sous le nom de montados en portugais et de dehesas en espagnol. Ce type de culture est jugé efficace et rationnel, du fait du climat et de la faible qualité des sols, c'est-à-dire bien adapté à l'écorégion par le WWF.
Les gouvernements espagnols et portugais successifs ont, par leur politique, changé l'agriculture de la région. L'instabilité socio-politique de la première moitié du XXe siècle au Portugal a provoqué une déforestation massive, soutenue financièrement, qui a transformé ces terres pourtant impropres à une agriculture intensive sous le nom de campagne du blé. Après les années 1950, les gouvernements tant espagnol que portugais reconnaissent que les sols se sont dégradés dans une proportion importante dans le sud, entrainant un exode rural et une désertification. Les gouvernements ont alors promu un reboisement avec principalement des essences étrangères, comme les eucalyptus, impropres à la consommation pour les espèces d'herbivores locaux. Ce choix étant dicté par l'objectif de produire de la pâte à papier. Ce reboisement estimé à son apogée à 300 000 hectares a été accompagné d'irrigation des terres et d'assèchement de zones humides. C'est la seconde plus grande forêt d'eucalyptus du monde, même si cette forêt semble en régression dans le sud de l'Espagne. Des aides d'un montant de 1,27 milliard d'ECU, issues de la réforme de la PAC entre 1993 et 1997 dont le tiers était destiné à l'Espagne n'ont pas permis de restaurer la forêt initiale. L'inadéquation des méthodes de reboisement dans le parc naturel de la vallée de la  Guadiana qui y couvre 13 % de l'écorégion au Portugal avec 16 000 hectares ont provoqué une très forte érosion. Selon le Vale Formoso Experimental Erosion Centre situé au Portugal, l'érosion du sol est estimée à 40 tonnes par hectare et par an, le traditionnel cadre naturel de broussailles et de prairies, devient presque insignifiant.
La situation sur l'ensemble de l'écozone est problématique. Les cultures de la vigne, du blé, des amandiers, de l'olives et autres arbres fruitiers, s'accompagnant d'une irrigation transforme les terres. Elle s'accompagne également d'une déforestation, les petits taillis de chênes et forêts de conifères, bosquets et arbres isolés occupent de moins en moins de place, ils sont cependant toujours présents sur les sols les moins fertiles comme sur les affleurements et les collines rocheuses, sur les terrains salés, sableux ou crayeux. Les aménagements humains de grande taille comme la construction de barrages et de routes ou l'urbanisation contribuent à une fragmentation écopaysagère qui menace la faune. De ces transformations qui ont considérablement modifié le paysage en peu d'années résulte également une forte érosion des sols. 
Les écologistes dénoncent en outre une pratique de la chasse jugée inadéquate, facteur important, selon eux, de la perte de la biodiversité enregistrée dans la zone.

## La faune et la flore
L'écorégion est naturellement boisée de Chêne vert et de Chêne-liège, formant des bosquets avec des espèces endémiques des genres Cistus, Lavandula, Genista, Thymus, Erica, etc. Ces bosquets sont séparés par des prairies ou des landes semi-naturelles parsemées de petits arbres comme l'Olivier européen et le Caroubier, ainsi que des buissons. Les Pin d'Alep, Chêne kermès, Genévrier thurifère, Genévrier de Phénicie forment des forêts mixtes sur les terrains calcaires du sud-est de l'écorégion et de la vallée de l'Èbre. Le long des cours d'eau, poussent des arbustes bien adaptés à de longues époques sèches comme l'endémique Securineia tinctorea dans les vallées de la Guadiana et de la Tajo, ou le Tamarix canariensis, le Tamarix africana, le Salix alba, le Alnus glutinosa, le Populus alba, le Populus Nigra, le Fraxinus angustifolia, le Ulmus minor.
Plusieurs espèces de pins parasol et maritime s'adaptent bien aux collines et aux pentes abruptes.
Les espèces d'arbustes les plus fréquentes sont Chamaerops humilis, Pistacia lentiscus, Phillyrea latifolia, Phillyrea angustifolia, Myrtus communis sont cummunes. Clematis cirrhosa, Clematis flammula, Smilax aspera, Tamus communis, Rubia peregrina, et Bryonia dioica sont assez fréquents. Les espèces d'herbacées fréquentes sont par exemple Arisarum vulgare, Vinca difformis, Allium triquetrum, et Ballota hispanica.
Cette écorégion possède une faible biodiversité végétale en comparaison des autres écorégions du monde, seules les prairies de la zone en disposent d'une importante puisque sur 302 espèces répertoriées, 126 sont endémiques. Ce sont des taxons de plantes halophytes comme Pseudocytisus vella, Boleum asperum, Gypsophila struthium, Gypsophila Hispanica, Sideritis linearifolia. On dénombre plus de 220 espèces de vertébrés résidents comme la grande Outarde, le Vautour moine. Plusieurs espèces y sont en danger comme le Lynx d'Espagne, l'Aigle impérial. Plus elles sont endémiques, plus elles sont menacées. On y trouve également quelques populations de loups au nord, un grand nombre de reptiles comme la Cistude d'Europe, Mauremys caspica, d'oiseaux migrateurs comme le Canard chipeau, la Nette rousse ou résident comme le Héron pourpré, le Bihoreau gris, le Busard des roseaux. 
Les cours d'eau abritent également plusieurs espèces endémiques comme les poissons Anaecypris hispanica et Barbus microcephalus, ou des espèces rares comme la Loutre d'Europe. 
Certaines espèces sont très adaptées aux conditions semi-arides du maquis comme le Sirli ricoti, l'Alouette hausse-col, le Rollier d'Europe, le Traquet rieur que l'on retrouve aussi en Afrique du nord.